# The Numero Group
The Numero Group – wytwórnia płytowa, która tworzy kompilacje wcześniej wydanej muzyki, oficjalne reedycje albumów i rekonstrukcje płyt prezentujących różne gatunki muzyczne. Została założona w 2003 roku z inicjatywy Toma Lunta, Roba Seviera i Kena Shipleya. Siedziba firmy znajduje się w Chicago w stanie Illinois.
Od czerwca 2013 wydawnictwo stało się częścią Secretly Label Group. W okresie od 2009 do 2019 roku otrzymało osiem nominacji do nagrody Grammy.

## Artyści związani z wytwórnią
Opracowano na podstawie materiału źródłowego.
- 24-Carat Black
- Alan Watts
- Arrogance
- Bedhead
- Blonde Redhead
- Blondie
- The Brian Jonestown Massacre
- Califone
- Caroline Peyton
- Clinic
- Codeine
- The Creation
- Dinosaur Jr.
- Flyte Tyme
- Grizzly Bear
- Happy Rhodes
- Hüsker Dü
- Irv Teibel
- Isabelle Antena
- Jackie Shane
- Laraaji
- The Little Boy Blues
- Ned Doheny
- Nikki Sudden
- Noise Addict
- The Notations
- Penny and the Quarters
- Sandy Denny
- The Strawbs
- The Scientists
- The Sea and Cake
- Shoes
- Sia
- Syl Johnson
- Unwound
- White Zombie
- Willie Wright